# Жовтоводська міська рада
Жовтово́дська міська́ ра́да — адміністративно-територіальна одиниця та орган місцевого самоврядування у Дніпропетровській області. Адміністративний центр — місто обласного значення Жовті Води.

## Загальні відомості
- Територія ради: 30 км²
- Населення ради: 47 324 особи (станом на 1 серпня 2015 року)[1]
- Територією ради протікає річка Жовта

## Населені пункти
Міській раді підпорядковані населені пункти:
- м. Жовті Води
- с. Суха Балка

## Населення
Розподіл населення за віком та статтю (2001):
| Стать | Всього | До 15 років | 15-24 | 25-44 | 45-64 | 65-85 | Понад 85 |
| --- | ------ | ----------- | ----- | ----- | ----- | ----- | -------- |
| Чоловіки | 26 713 | 4335        | 4714  | 7951  | 6773  | 2867  | 73       |
| Жінки | 30 616 | 4061        | 4029  | 8630  | 8585  | 5033  | 278      |
| \| Статево-вікова піраміда \| Статево-вікова піраміда \| Статево-вікова піраміда \| \| ----------------------- \| ----------------------- \| ----------------------- \| \| Чоловіки \| Вік \| Жінки \| \| 73 \| 85 + \| 278 \| \| 117 \| 80-84 \| 426 \| \| 492 \| 75-79 \| 1170 \| \| 1100 \| 70-74 \| 1836 \| \| 1158 \| 65-69 \| 1601 \| \| 1590 \| 60-64 \| 2450 \| \| 949 \| 55-59 \| 1290 \| \| 1988 \| 50-54 \| 2262 \| \| 2246 \| 45-49 \| 2583 \| \| 2300 \| 40-44 \| 2654 \| \| 1941 \| 35-39 \| 2293 \| \| 1721 \| 30-34 \| 1867 \| \| 1989 \| 25-29 \| 1816 \| \| 2342 \| 20-24 \| 1739 \| \| 2372 \| 15-20 \| 2290 \| \| 2092 \| 10-14 \| 1914 \| \| 1327 \| 5-9 \| 1257 \| \| 916 \| 0-4 \| 890 \| |        |             |       |       |       |       |          |
| Статево-вікова піраміда |        |             |       |       |       |       |          |
| Чоловіки | Вік    | Жінки       |       |       |       |       |          |
| 73 | 85 +   | 278         |       |       |       |       |          |
| 117 | 80-84  | 426         |       |       |       |       |          |
| 492 | 75-79  | 1170        |       |       |       |       |          |
| 1100 | 70-74  | 1836        |       |       |       |       |          |
| 1158 | 65-69  | 1601        |       |       |       |       |          |
| 1590 | 60-64  | 2450        |       |       |       |       |          |
| 949 | 55-59  | 1290        |       |       |       |       |          |
| 1988 | 50-54  | 2262        |       |       |       |       |          |
| 2246 | 45-49  | 2583        |       |       |       |       |          |
| 2300 | 40-44  | 2654        |       |       |       |       |          |
| 1941 | 35-39  | 2293        |       |       |       |       |          |
| 1721 | 30-34  | 1867        |       |       |       |       |          |
| 1989 | 25-29  | 1816        |       |       |       |       |          |
| 2342 | 20-24  | 1739        |       |       |       |       |          |
| 2372 | 15-20  | 2290        |       |       |       |       |          |
| 2092 | 10-14  | 1914        |       |       |       |       |          |
| 1327 | 5-9    | 1257        |       |       |       |       |          |
| 916 | 0-4    | 890         |       |       |       |       |          |

## Склад ради
Рада складається з 34 депутатів та голови.
- Голова ради: Ханіс Дмитро Едуардович
- Секретар ради: Гунько Таміла Анатоліївна

### Керівний склад попередніх скликань
| ПІБ                              | Основні відомості                                                                              | Дата обрання | Дата звільнення |
| -------------------------------- | ---------------------------------------------------------------------------------------------- | ------------ | --------------- |
| Голуб Василь Федорович           | Міський голова, 1955 року народження, член Соціалістичної партії України                       | 26.03.2006   | 31.10.2010      |
| Кузьменко Анатолій Володимирович | Міський голова, 1950 року народження, освіта вища, член Партії регіонів                        | 31.10.2010   | 26.05.2014      |
| Тарасенко Василь Веніамінович    | Міський голова, освіта вища, позапартійний, приватний підприємець                              | 26.05.2014   | 25.10.2015      |
| Абрамов Володимир Васильович     | Міський голова, 1962 року народження, освіта вища, безпартійний, від політичної партії «УКРОП» | 25.10.2015   |                 |

Примітка: таблиця складена за даними сайту Верховної Ради України та ЦВК

### Депутати VII скликання
За результатами місцевих виборів 2015 року депутатами ради стали:

#### За суб'єктами висування
| Суб'єкт висування                                          | Кількість обраних депутатів | %     |
| ---------------------------------------------------------- | --------------------------- | ----- |
| Політична партія «Українське Об'єднання патріотів — УКРОП» | 10                          | 29.41 |
| Політична партія «Опозиційний блок»                        | 7                           | 20.59 |
| Радикальна партія Олега Ляшка                              | 5                           | 14.71 |
| Партія «Відродження»                                       | 4                           | 11.76 |
| Партія Блок Петра Порошенка «Солідарність»                 | 4                           | 11.76 |
| Політична партія Всеукраїнське об'єднання «Батьківщина»    | 4                           | 11.76 |

#### За округами
| № округу                                                   | Прізвище, ім'я, по батькові        | Дата нар.  | Освіта              | Партійна приналежність                                           | Відомості |
| ---------------------------------------------------------- | ---------------------------------- | ---------- | ------------------- | ---------------------------------------------------------------- | --- |
| ПОЛІТИЧНА ПАРТІЯ «УКРАЇНСЬКЕ ОБ'ЄДНАННЯ ПАТРІОТІВ — УКРОП» |                                    |            |                     |                                                                  | |
| пк                                                         | Чорний Дмитро Сергійович           | 14.10.1989 | вища                | член ПОЛІТИЧНОЇ ПАРТІЇ «УКРАЇНСЬКЕ ОБ'ЄДНАННЯ ПАТРІОТІВ — УКРОП» | тимчасово не працює |
| 29                                                         | Іщенко Сергій Миколайович          | 01.05.1965 | загальна середня    | безпартійний                                                     | ДП «СЕНТЕКС», охоронець |
| 33                                                         | Усов Олександр Олександрович       | 08.03.1989 | вища                | член ПОЛІТИЧНОЇ ПАРТІЇ «УКРАЇНСЬКЕ ОБ'ЄДНАННЯ ПАТРІОТІВ — УКРОП» | ПП «Антал», менеджер |
| 15                                                         | Сердюк Наталя Іванівна             | 23.03.1971 | професійно-технічна | член ПОЛІТИЧНОЇ ПАРТІЇ «УКРАЇНСЬКЕ ОБ'ЄДНАННЯ ПАТРІОТІВ — УКРОП» | ДЗ СМСЧ-9, молодша медсестра |
| 32                                                         | Гончар Володимир Федорович         | 09.02.1990 | вища                | безпартійний                                                     | Фізична особа-підприємець |
| 13                                                         | Богдан Тетяна Миколаївна           | 21.05.1980 | вища                | безпартійна                                                      | Фізична особа-підприємець |
| 30                                                         | Авсюкевич Сергій Станіславович     | 29.05.1958 | вища                | безпартійний                                                     | Приватна фірма «АСС», директор |
| 14                                                         | Устименко Віталій Євгенович        | 14.11.1986 | вища                | безпартійний                                                     | Фізична особа-підприємець |
| 27                                                         | Коваленко Валерій Олександрович    | 23.04.1967 | професійно-технічна | член ПОЛІТИЧНОЇ ПАРТІЇ «УКРАЇНСЬКЕ ОБ'ЄДНАННЯ ПАТРІОТІВ — УКРОП» | Фізична особа-підприємець |
| 31                                                         | Головатий Іван Іванович            | 20.07.1982 | загальна середня    | безпартійний                                                     | Збройні сили України, молодший сержант                                                                                              |
| Політична Партія «Опозиційний блок»                        |                                    |            |                     |                                                                  | |
| пк                                                         | Дрогомарецька Неллі Аркадіївна     | 01.09.1961 | вища                | член Політичної Партії «Опозиційний блок»                        | Комунальне підприємство «Комбінат шкільного харчування», директор                                                                   |
| 10                                                         | Ракульцев Роман Васильович         | 17.11.1977 | загальна середня    | член Політичної Партії «Опозиційний блок»                        | Приватний підприємець |
| 25                                                         | Жукова Марія Сергіївна             | 28.05.1986 | вища                | безпартійна                                                      | Відділ освіти Жовтоводської міської ради, комунальний заклад освіти, середня загальноосвітня школа № 8, Соціальний педагог-психолог |
| 19                                                         | Плис Олександр Леонідович          | 27.05.1971 | вища                | безпартійний                                                     | Комунальне підприємство «Жовтоводськтепломережа» Жовтоводської міської ради, директор                                               |
| 20                                                         | Кучер Лідія Василівна              | 09.12.1948 | вища                | член Політичної Партії «Опозиційний блок»                        | Жовтоводська організація ветеранів України, голова                                                                                  |
| 22                                                         | Іванченко Віталій Анатолійович     | 22.11.1972 | вища                | член Політичної Партії «Опозиційний блок»                        | Державне підприємство «Східний ГЗК», інженер по радіаційній безпеці                                                                 |
| 5                                                          | Вечерко Надія Петрівна             | 15.03.1963 | вища                | безпартійна                                                      | Комунальне підприємство «Жовтоводськтепломережа» Жовтоводської міської ради, інженер-технолог відділення хімводоочистки             |
| Радикальна партія Олега Ляшка                              |                                    |            |                     |                                                                  | |
| пк                                                         | Зінченко Наталя Володимирівна      | 28.10.1971 | вища                | член Радикальної партії Олега Ляшка                              | Фізична особа підприємець |
| 1                                                          | Вовк-Черемуш Жанна Володимирівна   | 20.10.1973 | вища                | безпартійна                                                      | Догляд за дитиною |
| 16                                                         | Симбірський Сергій Васильович      | 26.06.1955 | вища                | безпартійний                                                     | пенсіонер |
| 32                                                         | Жушман Вікторія Володимирівна      | 20.12.1977 | вища                | безпартійна                                                      | Виконком Жовтоводської тіської ради, відділ економіки та споживчого ринку, головний спеціаліст                                      |
| 14                                                         | Антоненко Ірина Леонідівна         | 22.01.1979 | вища                | безпартійна                                                      | ДПТНЗ, викладач |
| ПАРТІЯ "БЛОК ПЕТРА ПОРОШЕНКА «СОЛІДАРНІСТЬ»                |                                    |            |                     |                                                                  | |
| пк                                                         | Журило Микола Миколайович          | 19.01.1983 | вища                | безпартійний                                                     | Приватний підприємець |
| 17                                                         | Клеопа Едуард Миколайович          | 13.04.1971 | вища                | безпартійний                                                     | Пятихатські районні електричні мережі, начальник                                                                                    |
| 6                                                          | Буренко Володимир Васильович       | 02.07.1963 | вища                | безпартійний                                                     | пенсіонер |
| 12                                                         | Крощук Василь Архипович            | 03.01.1955 | вища                | член ПАРТІЇ "БЛОК ПЕТРА ПОРОШЕНКА «СОЛІДАРНІСТЬ»                 | Приватний підпрємець |
| Партія «Відродження»                                       |                                    |            |                     |                                                                  | |
| пк                                                         | Малоок Олена Іванівна              | 15.08.1970 | вища                | член Партії «Відродження»                                        | Виконавчий Комітет Жовтоводської міської ради, секретар Жовтоводської міської ради                                                  |
| 8                                                          | Затинацький Ігор Анатолійович      | 05.02.1964 | вища                | член Партії «Відродження»                                        | Приватний підприємець |
| 34                                                         | Пасічник Оксана Ярославівна        | 27.04.1971 | вища                | безпартійна                                                      | Комунальний заклад освіти навчально-виховний комплекс № 6 «Перспектива», вчитель початкових класів                                  |
| 3                                                          | Кузьминський Олександр Олексійович | 07.12.1953 | вища                | член Партії «Відродження»                                        | Не працює, пенсіонер |
| політична партія Всеукраїнське об'єднання «Батьківщина»    |                                    |            |                     |                                                                  | |
| пк                                                         | Вотченко Євген Вікторович          | 26.09.1964 | вища                | член політичної партії Всеукраїнське об'єднання «Батьківщина»    | Фізична особа-приватний підприємець                                                                                                 |
| 34                                                         | Макаренко Віктор Олександрович     | 03.11.1972 | загальна середня    | член політичної партії Всеукраїнське об'єднання «Батьківщина»    | тимчасово не працює |
| 1                                                          | Паніна Віра Олександрівна          | 20.12.1955 | вища                | член політичної партії Всеукраїнське об'єднання «Батьківщина»    | Магазин «Привокзальний», бухгалтер                                                                                                  |
| 4                                                          | Гунько Валерій Петрович            | 17.10.1965 | вища                | член політичної партії Всеукраїнське об'єднання «Батьківщина»    | Державне Підприємство «Східний Гірничо-збагачувальний комбінат», заступник начальника сірчано-кислотного цеха                       |

### Депутати VI скликання
За результатами місцевих виборів 2010 року депутатами ради стали:

#### За суб'єктами висування
| Суб'єкт висування                                       | Кількість обраних депутатів | %    |
| ------------------------------------------------------- | --------------------------- | ---- |
| Партія регіонів                                         | 24                          | 57,1 |
| Комуністична партія України                             | 8                           | 19   |
| Політична партія Всеукраїнське об'єднання «Батьківщина» | 4                           | 9,5  |
| Політична партія «Сильна Україна»                       | 2                           | 4,8  |
| Політична партія «Фронт Змін»                           | 2                           | 4,8  |
| Політична партія «Україна Майбутнього»                  | 1                           | 2,4  |
| Соціалістична партія України                            | 1                           | 2,4  |

#### За округами
| № округу                                                | Прізвище, ім'я, по батькові               | Дата визнання обраним | Освіта             | Партійна приналежність                        | Відомості про обраного депутата                                                                                        |
| ------------------------------------------------------- | ----------------------------------------- | --------------------- | ------------------ | --------------------------------------------- | --- |
| Комуністична партія України                             |                                           |                       |                    |                                               | |
| б/м                                                     | Безпятий Анатолій Олексійович             | 05.11.2010            | вища               | член Комуністичної партії України             | Жовтоводське МБТІ, начальник бюро                                                                                      |
| б/м                                                     | Ждан Максим Вікторович                    | 05.11.2010            | середня            | член Комуністичної партії України             | СКЗ ГМЗ ДП «СхідГЗК», електрогазозварник                                                                               |
| б/м                                                     | Крижановська-Гончарова Людмила Григорівна | 05.11.2010            | вища               | член Комуністичної партії України             | ГМЗ, ДП «СхідГЗК», інспектор РСВ                                                                                       |
| б/м                                                     | Хавренко Олександр Володимирович          | 05.11.2010            | вища               | член Комуністичної партії України             | Виконком міської ради, перший заступник міського голови                                                                |
| 4                                                       | Гняда Любов Федорівна                     | 05.11.2010            | вища               | член Комуністичної партії України             | КП «ВЖРЕО», інженер з охорони навколишнього серидовища                                                                 |
| 12                                                      | Галяс Віталій Володимирович               | 23.01.2011            | вища               | позапартійний                                 | приватний підприємець                                                                                                  |
| 13                                                      | Жуков Олександр Олександрович             | 05.11.2010            | вища               | член Комуністичної партії України             | тимчасово не працює |
| 14                                                      | Тутберідзе Георгій Іонович                | 05.11.2010            | вища               | член Комуністичної партії України             | ДП "НВК «Атам», начальник бюро                                                                                         |
| Партія регіонів                                         |                                           |                       |                    |                                               | |
| б/м                                                     | Сорокін Олександр Геннадійович            | 05.11.2010            | вища               | член Партії регіонів                          | Державне підприємство «Східний гірничо-збагачувальний комбінат», генеральний директор                                  |
| б/м                                                     | Добровольський Володимир Васильович       | 05.11.2010            | вища               | член Партії регіонів                          | Ліцей науково-природничого навчання, директор                                                                          |
| б/м                                                     | Затинацький Ігор Анатолійович             | 05.11.2010            | вища               | член Партії регіонів                          | приватний підприємець                                                                                                  |
| б/м                                                     | Плишевський Юрій Володимирович            | 05.11.2010            | вища               | член Партії регіонів                          | приватний підприємець                                                                                                  |
| б/м                                                     | Жлобінський Юрій Миколайович              | 05.11.2010            | середня            | член Партії регіонів                          | приватний підприємець                                                                                                  |
| б/м                                                     | Єрьоміна Людмила Олексіївна               | 05.11.2010            | середня            | член Партії регіонів                          | приватний підприємець                                                                                                  |
| б/м                                                     | Хомич Володимир Миколайович               | 05.11.2010            | середня спеціальна | член Партії регіонів                          | магазин «Холідей», директор                                                                                            |
| б/м                                                     | Малоок Олена Іванівна                     | 05.11.2010            | вища               | член Партії регіонів                          | відділ освіти виконкому Жовтоводської міської ради, начальник                                                          |
| б/м                                                     | Чепрасов Сергій Анатолійович              | 15.11.2010            | вища               | член Партії регіонів                          | гідро — металургійний завод Державного підприємства «Східний гірничо-збагачувальний комбінат», заступник директора     |
| б/м                                                     | Шихарєв Євгеній Миколайович               | 22.11.2010            | вища               | член Партії регіонів                          | ТОВ «ФШХ», директор |
| 1                                                       | Кришень Оксана Володимирівна              | 05.11.2010            | вища               | член Партії регіонів                          | будинок культури «Родина», директор                                                                                    |
| 2                                                       | Нестеренко Микола Васильович              | 05.11.2010            | вища               | член Партії регіонів                          | КП «Управління капітального будівництва», директор                                                                     |
| 3                                                       | Іванов Іван Михайлович                    | 05.11.2010            | вища               | член Партії регіонів                          | відділення державного фонду соціального страхування від нещасних випадків на виробництві та профзахворювань, начальник |
| 6                                                       | Авдеєва Тетяна Олексіївна                 | 05.11.2010            | вища               | член Партії регіонів                          | ДП «СхідГЗК», начальник відділу праці та заробітної плати                                                              |
| 7                                                       | Дрогомарецька Неллі Аркадіївна            | 05.11.2010            | вища               | член Партії регіонів                          | приватний підприємець                                                                                                  |
| 8                                                       | Іванов Євгеній Анатолійович               | 05.11.2010            | вища               | член Партії регіонів                          | обласне КП «Жовтоводський водоканал», директор                                                                         |
| 9                                                       | Плис Олександр Леонідович                 | 05.11.2010            | вища               | член Партії регіонів                          | КП «Жовтоводські тепломережі», начальник відділу матеріально-технічного забезпечення                                   |
| 10                                                      | Нежура Олександр Андрійович               | 05.11.2010            | вища               | член Партії регіонів                          | спортивно-оздоровчий комплекс ДП «СхідГЗК», директор                                                                   |
| 15                                                      | Більченко Олексій Валентинович            | 05.11.2010            | вища               | член Партії регіонів                          | ТОВ «Білмакс», директор                                                                                                |
| 16                                                      | Берестенко Сергій Валентинович            | 05.11.2010            | вища               | член Партії регіонів                          | Жовтоводська міська лікарня, завідувач урологічного відділення                                                         |
| 17                                                      | Левіна Любов Василівна                    | 05.11.2010            | вища               | член Партії регіонів                          | середня школа № 8, директор                                                                                            |
| 18                                                      | Чергик Ніна Василівна                     | 05.11.2010            | вища               | член Партії регіонів                          | пенсіонер |
| 19                                                      | Старушко Сергій Всеволодович              | 05.11.2010            | вища               | член Партії регіонів                          | КП «Жовтоводський ринок», директор                                                                                     |
| 21                                                      | Шевяков Анатолій Іванович                 | 05.11.2010            | вища               | член Партії регіонів                          | КП «ВЖРЕО», директор                                                                                                   |
| Політична партія Всеукраїнське об'єднання «Батьківщина» |                                           |                       |                    |                                               | |
| б/м                                                     | Сірий Сергій Іванович                     | 05.11.2010            | вища               | член Всеукраїнського об'єднання «Батьківщина» | медико-санітарна частина-9, лікар-хірург                                                                               |
| б/м                                                     | Вотченко Євген Вікторович                 | 05.11.2010            | вища               | член Всеукраїнського об'єднання «Батьківщина» | підприємство матеріально-технічного забезпечення «Буд-Сервіс», директор                                                |
| б/м                                                     | Могилівська Ольга Миколаївна              | 05.11.2010            | вища               | член Всеукраїнського об'єднання «Батьківщина» | АТ Банк «Фінанси та Кредит», начальник відділення № 3                                                                  |
| 11                                                      | Зерній Андрій Анатолійович                | 05.11.2010            | вища               | член Всеукраїнського об'єднання «Батьківщина» | приватний підприємець                                                                                                  |
| Політична партія «Сильна Україна»                       |                                           |                       |                    |                                               | |
| б/м                                                     | Куча Петро Михайлович                     | 05.11.2010            | вища               | член Політичної партії «Сильна Україна»       | Державне підприємство «Східний гірничо-збагачувальний комбінат», заступник головного інженера                          |
| б/м                                                     | Бондаренко Ігор Васильович                | 05.11.2010            | середня            | член Політичної партії «Сильна Україна»       | приватний підприємець                                                                                                  |
| Політична партія «Україна Майбутнього»                  |                                           |                       |                    |                                               | |
| 5                                                       | Чорний Дмитро Сергійович                  | 10.06.2013            | вища               | позапартійний                                 | ТОВ ТРК «Жовта Річка», кореспондент                                                                                    |
| Політична партія «Фронт Змін»                           |                                           |                       |                    |                                               | |
| б/м                                                     | Ворон Валерій Валентинович                | 05.11.2010            | вища               | член Політичної партії «Фронт Змін»           | ЗАТ «Гарант Метиз Інвест», начальник відділу кадрів                                                                    |
| б/м                                                     | Тарасенко Василь Веніамінович             | 05.11.2010            | вища               | член Політичної партії «Фронт Змін»           | приватний підприємець                                                                                                  |
| Соціалістична партія України                            |                                           |                       |                    |                                               | |
| 20                                                      | Мазніцин Микола Георгійович               | 05.11.2010            | вища               | член Соціалістичної партії України            | виконком Жовтоводської міської ради, начальник відділу                                                                 |